# Adolph Goldschmidt
Aldolph Goldschmidt est un critique, professeur et historien de l'art allemand né le 15 janvier 1863 à Hambourg et mort le 5 janvier 1944 à Bâle.

## Biographie

### Jeunesse et formation
Adolph Goldschmidt est l'ainé d'une famille de sept enfants. Il est le fils d'un riche homme d'affaires hambourgeois Martin Goldschmidt (1823-1903) et de Louise Arnold Goldschmidt (1839-1919). Il a intégré le lycée de Hambourg et s'est ensuite préparé dans le cabinet de son père pour faire carrière dans la banque. Durant les années suivantes, Goldschmidt se rend à Londres en vue de sa carrière dans le monde bancaire. Mais ces années sont occupées d'une manière très éloignée du dessein initial. En effet, Goldschmidt passe le plus clair de son temps à dessiner et peindre, se préparant lui-même pour faire des études universitaires en art et en sciences naturelles.
De retour en Allemagne en 1884, Goldschmidt se lance dans l'étude de l'histoire de l'art en 1885 en intégrant l'université d'Iena,. Il intègre ensuite l'université de Kiel en 1886 puis celle de Leipzig,. Ces universités faisaient partie des très rares à proposer un diplôme en histoire de l'art. Il obtient son diplôme en 1889 avec sa thèse Lübecker Malerei und Plastik bis 1530, la première analyse détaillées de l'art médiéval du nord-est de l'Allemagne, sous la direction d'Anton Springer,. Pour cette thèse il se rend à Lübeck, où il rencontre Max J. Friedländer, Gustav Pauli et Paul Clemen.

### Carrière
Après sa thèse, il voyage à travers l'Allemagne, la Belgique, le Danemark, la Suède, les Pays-Bas, l'Angleterre, la France et l'Italie pour son travail sur le Psautier de Saint-Alban : Der Albanipsalter in Hildesheim und Seine Beziehung zur Symbolischen Kirchenskulptur des 12. Jahrhunderts (1893),. En France, il rencontre Wilhelm Vöge (en), autre grand médiéviste de son temps. Il devient privat-docent à l'université de Berlin en 1892, ce qui fait de lui le premier médiéviste à enseigner l'histoire de l'art dans cette université,. Cependant, son statut de maître de conférence ne lui permet pas de diriger des thèses. Cela ne l'empêche pas malgré tout de conseiller Arthur Haseloff and Georg Swarzenski (de) qui deviennent plus tard de grands médiévistes. 
À Berlin il rencontre Heinrich Wölfflin, professeur à l'université de Berlin, avec lequel il se lie d'amitié. Il retrouve également Wilhelm Vöge, l'assistant de conservation de Wilhelm von Bode et se lie également d'amité avec ce dernier. Son Studien zur Geschichte der Sächsischen Skulptur in der Uebergangszeit vom Romanischen zum Gotischen Stil (Berlin, 1902) retrace le développement progressif de la sculpture allemande médiévale, en particulier le XIIIe siècle qui correspond à sa période la plus florissante. Son Die Kirchenthür des Heil. Ambrosius in Mailand (1902) est le premier à présenter le porte de la basilique Saint-Ambroise de Milan comme étant un monument de l'art chrétien primitif. 

#### La reconnaissance
En 1903, Goldschmidt quitte son statut de privat-docent pour devenir professeur extraordinaire de l'université de Berlin. L'année suivante, il devient professeur ordinaire de l'université de Halle avec pour mission d'établir un département d'histoire de l'art. Jusqu'en 1912, il se consacre au développement de son département d'histoire de l'art en recrutant des étudiants tels que Hans Jantzen, Otto Homburger (de), Rudolf Oldenbourg (de), Jacob Burchard, Werner Noack (de) et Hermann Giesau (de). L'intérêt de Goldschmidt pour l'histoire de l'art était très étendu. Il a donc dirigé des thèses sur le Moyen-Âge, le Baroque, la Renaissance et l'art contemporain. À ce titre il était même sollicité par les villes de Halle et de Thuringe pour les conseiller dans leurs achats d'œuvres d'art.
En 1912, Wölfflin quitte Berlin pour Munich et donne sa place à Goldschmidt. Goldschmidt dirige alors 54 thèses jusqu'à sa retraite en 1932 parmi lesquelles on trouve celles de Ernst Gall, Alexander Dorner, Albert Boeckler (de), Alfred Neumeyer (de), Rudolf Wittkower, Erich Meyer (de), Ulrich Middeldorf (de), et Kurt Weitzmann. Il supervise aussi les travaux des post-doctorants Erwin Panofsky, Hans Kauffmann (en) and Walter Paatz (de). Sa renommée était telle qu'elle dépassait la sphère germanophone. Il fut ainsi le premier historien de l'art allemand à se rendre aux États-Unis après la Première Guerre mondiale.

#### L'exil
La pression croissante des nazis pour écarter les juifs des postes à responsabilités a profondément choqué Goldschmidt. Il était en effet un allemand patriote qui a travaillé toute sa vie à la compréhension des monuments de son pays. Il a quitté l'Allemagne le plus tard possible, jusqu'à ce que la bibliothèque universitaire lui soit interdite. Avant son départ, il profite de ses relations aux États-Unis pour permettre au juif-allemand Jakob Rosenberg (en) de fuir l'Allemagne et d'intégrer Harvard En 1939, il déménage à Bâle avec l'aide du collectionneur Robert von Hirsch (de) (1883-1977). Il décède dans cette ville en 1944.

### Héritage
Goldschmidt est l'un des fondateurs de la méthode moderne d'étude des monuments médiévaux, fondant sa méthode sur une observation scientifique des monuments in situ. Ses méthodes d'analyse formelle, dans la lignée de Franz Kugler, ont inspiré la majorité des grands médiévistes du XXe siècle,. Il a dénoncé une interprétation métaphysique de l'art et en particulier le travail de Wölfflin. Pour Goldschmidt, le style et l'apparence ne sont pas le fruit d'une impulsion prédéterminée de l'époque à laquelle l'œuvre appartient. Panofsky a décrit le travail de Goldschmidt comme « la solution précise à des problèmes précisément formuléset l'étude des monuments la plus détaillées et complète ». Son œuvre a été affinée plus tard dans le siècle par Kurt Weitzmann et W. F. Volbach.
Il a aussi contribué à de nombreux articles sur la peinture du nord de l'Allemagne, la sculpture et les premières enluminures médiévales dans les Repertorium für Kunstwissenschaft, Zeitschrift für Christliche Kunst et Jahrbuch der Kgl. Preussischen Kunstsammlungen.